# Hilarius
Hilarius ist ein männlicher Vorname.

## Herkunft und Bedeutung
Der Name stammt von altgriechisch ἱλαρός bzw. dem lateinischen Adjektiv hilaris ab und bedeutet „der Heitere“.

## Verbreitung
Der Name Hilarius wird heute nur noch selten vergeben.

## Namensträger

### Vorname
Antike und Mittelalter (chronologisch)
- Hilarius von Aquileia  († um 285), zweiter Bischof von Aquileia
- Hilarius von Viterbo († 304), frühchristlicher Diakon, Märtyrer und Heiliger, siehe Valentin von Viterbo
- Hilarius von Poitiers (315–367), Heiliger, Kirchenlehrer
- Hilarius von Arles (401–449), von 430 bis 445 Bischof von Arles
- Hilarius (Papst) († 468), Heiliger, Patriarch von Rom (Papst) von 461 bis 468
- Hilarius von Orléans (* um 1080; † 1162), Philologe und Literaturwissenschaftler, Klosterbeamter, Wanderdozent und Dichter
- Hilarius von Leitmeritz (1412/1413–1468), Administrator des Erzbistums Prag und Päpstlicher Legat

Cognomen
- Gnaeus Cipius Hilarius, antiker römischer Toreut

Neuzeit (alphabetisch)
- Hilarius Albers (1899–1971), deutscher Dominikanerpater, -provinzial und päpstlicher Diplomat
- Hilarius Breitinger (1907–1994), deutscher Minoriten-Pater
- Hilarius Emonds (1905–1958), deutscher Benediktiner, Liturgiewissenschaftler
- Hilarius Gilges (1909–1933), deutscher Laienschauspieler und Kommunist
- Hilarius Knobel (1830–1891), Schweizer Architekt
- Hilarius von Leitmeritz (1412/1413–1468), böhmischer römisch-katholischer Geistlicher und Theologe
- Hilarius Moa Nurak (1943–2016), indonesischer Ordensgeistlicher und römisch-katholischer Bischof von Pangkal-Pinang
- Hilarius von Sexten (1839–1899), österreichischer Kapuziner und Moraltheologe
- Hilarius Simons (1927–2021), deutscher Kaufmann und Pferdesportfunktionär

### Familienname
- Jelle Hilarius (* 1988), niederländischer Volleyballspieler

## Varianten
- Hilaria (weibliche Form)
- Ilario, Ilaria (italienische Formen)
- Eiler(t) (dänische Form)
- Elarius, Elaria (englisch)
- Hilari, Largias (rätoromanisch)
- Ilari (finnisch, russisch, ukrainisch)
- Lari (slawisch)
- Hillary, Hilary (amerikanisch)
- Hilaire (französisch)
- Hilarion, Hilar
- Hilarianus